# Ostheim (Merxheim)
Ostheim ist ein abgegangener Ort in der Nähe von Merxheim im Kanton Guebwiller im Département Haut-Rhin, Frankreich.
Die älteste erhaltene Erwähnung des Ortes stammt von 1291, als Berchtold von Falkenstein († 1298), Fürstabt des Klosters Murbach und sein Konvent wegen «erdrückender Schuldenlast» (gravibus et intollerabilibus oneribus) die Stadt Luzern und die Besitztümer des Klosters in Luzern und der weiteren Umgebung an König Rudolf I. von Habsburg verkauften. Rudolf trat dabei im Namen seines Sohnes, des späteren Königs Albrecht I., und seines Enkelsohns Johann “Parricida” als Käufer auf.
Das Kloster verkaufte den Hof und die Stadt Luzern sowie die Höfe Elfingen, Holderbank, Rain, Lunkhofen, Emmen, Buchrain, Adligenswil, Küssnacht, Horw, Kriens, Littau, Malters, Stans, Alpnach und Giswil mitsamt allen Hofleuten, Kirchen und Pfarrsätzen mit Pfründen, Zwing und Bann, Vogteigewalt, Waldungen, Weideland, Fischerei- und Mühlrechten.
König Rudolf zahlte dafür 2000 Mark Silber Basler Gewichts und gab dem Kloster dazu auch die fünf Elsässer Dörfer und Höfe Herkheim, Isenheim, Merxheim, Ostheim und Rädersheim mitsamt Vogteien und sämtlichen dort vorhandenen Rechten.
Wann der Ort verlassen wurde, ist nicht bekannt.